# Folke Fredriksson
Folke Herman Fredriksson, född 10 juni 1927 i Göteborg, död 13 augusti 2000 i Kode, var en svensk handbolls- och fotbollsspelare.
Fredriksson vann med IK Heim SM-guld i handboll 1950, och spelade 6 matcher i svenska landslaget (5 mål).
Som fotbollsspelare började han i Godhems BK, och gick sedan till allsvenska Gais, för vilka han debuterade guldsäsongen 1953/1954, då han i maj 1954 spelade vänsterhalv när Gais förlorade borta mot Sandvikens IF. Han spelade sedan för klubben till och med säsongen 1957/1958, och gjorde sammanlagt 57 matcher (inga mål).
Civilt arbetade Fredriksson inom byggbranschen, som snickare och byggkontrollant. Han var i många år anställd vid Riksbyggen. Han var även politiskt engagerad i Göteborgs och Stenungsunds kommuner.